# IC 4269
IC 4269 је лентикуларна галаксија у сазвјежђу Ловачки пси која се налази на листи објеката дубоког неба у Индекс каталогу.
Деклинација објекта је + 37° 37' 25" а ректасцензија 13h 29m 20,9s. Привидна величина (магнитуда) објекта IC 4269 износи 15,1 а фотографска магнитуда 16,1. IC 4269 је још познат и под ознакама MCG 6-30-14, NPM1G +37.0395, PGC 47348.